# 瓦赫坦
瓦赫坦（羅馬化：Vakhtan）是俄罗斯下诺夫哥罗德州的市级镇，属州辖市沙胡尼亚市，地处下诺夫哥罗德州东北边境，位于伏尔加河流域大卡克沙河支流瓦赫坦河畔，在沙胡尼亚北偏东、州府下诺夫哥罗德东北方，北距下诺夫哥罗德州与基洛夫州州界约7公里。
该地2021年人口有4,581人；2010年人口5,769；2002年人口6,641；1989年人口8,321。